# Garcilaso. Juventud Creadora
Garcilaso. Juventud Creadora fue una revista de poesía publicada en Madrid entre 1943 y 1946

## Descripción
Garcilaso, que dio cobertura a una poesía de signo neoclásico, fue fundada por José García Nieto, Pedro de Lorenzo, Jesús Juan Garcés y Jesús Revuelta. Apareció el 13 de mayo de 1943 y ejerció como rival de la revista Espadaña. La revista, de la que Visor Libros publicó una edición facsímil en 2004, estuvo vinculada al denominado «garcilasismo». Cesó en abril de 1946.